# Zatoka Manfredonia
Zatoka Manfredonia (wł. Golfo di Manfredonia) – zatoka na Morzu Adriatyckim, u wschodnich wybrzeży Półwyspu Apenińskiego, położona na południe od Półwyspu Gargano. Nad zatoką położone jest miasto Manfredonia.